# 伊禮俊一
伊禮 俊一（いれい しゅんいち、1982年11月3日 - ）は、日本のシンガーソングライター。

## 略歴
伊是名島出身。琉球国王・尚円王の子孫である。六人兄弟の長男。幼少から太鼓チーム「尚円太鼓」の一員として国内・国外公演に参加。
中学2年の時に先輩の影響でギターを始め、翌年に伊是名村立伊是名中学校の卒業歌として初作詞・作曲。卒業後は沖縄県立南風原高等学校・郷土芸能コースに進学して、三線を学び始めた。後に、沖縄県立芸術大学に入り、琉球古典音楽を専攻。2005年、琉球古典芸能コンクール安冨祖流三線部門で最高賞を受賞し、安富祖流古典音楽の教師免許を取得。
大学卒業をきっかけに本格的に音楽活動をスタート。2007年、シングル「夏鮮想歌」でインディーズデビュー。2008年、ミニアルバム『そこで生まれたぼくのうた』を沖縄限定発売。2009年、SUMMER SONIC 09に出演。2010年、3年ぶりとなる「先生」を沖縄限定リリース。同年5月26日にビクターエンタテインメントよりメジャーデビュー。2014年、
ARABAKI ROCKフェス14に出演。
歌手のほかに、2007年の「史劇 尚円王」に参加して、2008年に琉球放送のドラマ「キムタカ!」の主役に選ばれた。
2015年、映画「残波」にて映画俳優デビュー、奇妙な殺し屋の役を見事に演じきった。

## ディスコグラフィー

### シングル
|     | リリース日                                        | タイトル |
| --- | ------------------------------------------------- | -------- |
| 1st | 2007年1月1日                                      | 夏鮮想歌 |
| 2nd | 沖縄限定発売 2010年1月13日 全国発売 2010年5月26日 | 先生     |

### ミニアルバム
|     | リリース日    | タイトル                 |
| --- | ------------- | ------------------------ |
| 1st | 2008年1月20日 | そこで生まれたぼくのうた |

### アルバム
|     | リリース日    | タイトル     |
| --- | ------------- | ------------ |
| 1st | 2010年7月21日 | 青春の旅立ち |
| 2nd | 2012年5月23日 | 風の彼方     |

### タイアップ
| 曲名     | タイアップ                                                                  |
| 夏鮮想歌 | 琉球放送「ジョートーTV」エンディングテーマ 損保ジャパンDIY生命保険 CMソング |
| 先生     | 琉球放送「沖縄BON! 土曜の午後は女性のミカタ」エンディングテーマ             |
| 飛んで   | テレビ東京「開運!なんでも鑑定団」エンディングテーマ                         |
| 琉球HERO | 琉球ドラゴンプロレスリング ティーラン獅沙 テーマ                            |